# 小川洋平
小川 洋平（おがわ ようへい、1947年8月29日 - ）は、日本の元経営者。トンボ鉛筆社長、会長を歴任し、「修正テープMONO」、「オブジェクト　TOUCH」などのヒット商品を手がけた。修正テープ、カラフルペンの市場を拡大した。石川真一、数原英一郎らとともに日本筆記具工業会 (JWIMA) の発起人となり、第3代会長に就任した。2007年に覚せい剤取締法違反で逮捕され、すべての職を辞した。東京都出身。

## 経歴
慶應義塾大学卒業。祖父小川春之助はトンボ鉛筆創業者。
- 1990年、トンボ鉛筆社長に就任。
- 1991年、「修正テープMONO」を発売。2000年、「Pit tape」を発売。
- 2001年、全日本文具協会技術・国際委員会担当副会長としてアメリカを訪問。アメリカ筆記具工業会、ヨーロッパ筆記具工業会との会談で中国のコピー商品への対策を話し合った。また、香港で開催された「香港インターナショナル・ステイショナリーフェア」の「アジアマーケットセミナー」でアジアを代表する文具メーカーの盟主として講演を行った。
- 2002年、売上高を136億2000万円とし、過去最高益となる経常利益7億円を達成した。
- 2003年、「オブジェクト　TOUCH」を発売。ベトナム工場を建設。トンボ鉛筆社長を退き会長に就任。
- 2005年、西村貞一の後を受けて日本筆記具工業会(JWIMA)会長（任期2年）に就任。
- 2007年8月13日、覚醒剤所持容疑で逮捕。
- 2007年8月15日、トンボ鉛筆の全役職を辞任。併せてJWIMA副会長などの公職も辞任。
- 2007年10月31日、東京地裁で、懲役2年6月、執行猶予4年の有罪判決を受ける。
- 2008年6月13日、執行猶予期間中に墨田区内のホテルで再び覚醒剤を所持、吸引して逮捕される。
- 2008年12月22日、東京高裁の覚醒剤取締法違反（所持、使用）の控訴審判決で、懲役1年4月の一審判決が支持され、控訴を棄却される。
- 2010年4月、刑期満了。